# یوشیئو تونوئوچی
یوشیئو تونوئوچی (به ژاپنی: 殿内義雄 Tonouchi Yoshio)؛ تولد نامشخص – ۱۸۶۳) عضو روشیگومی در اواخر دوره ادو در ژاپن بود. روشیگومی به معنای «گروه سامورایی‌های بدون ارباب» یا مدافعان کیوتو یک گروه ۲۳۴ نفری از رونین‌ها بود که در سال ۱۸۶۲ توسط کیوکاوا هاچیرو تشکیل شد. هدف این گروه محافظت از شوگون‌سالاری توکوگاوا و شوگون چهاردهم توکوگاوا ایه‌موچی بود اما مدتی پس از ورود این گروه به کیوتو روشیگومی منحل شد. وی توسط کوندو ایسامی در پل یوجو در کیوتو ترور شد.
گفته می‌شود تونوئوچی مورد نفرت کوندو بوده است و هنگامی که او قصد داشت سفری را برای تشکیل گروه خود آغاز کند، کوندو و دیگران او را مجبور به نوشیدن مقدار زیادی الکل کردند و او در پل شیجو در کیوتو کمین کرده و کشته شد (مه ۱۸۶۳، نامه کوندو بیان می‌کند که او توسط کوندو ایسامی و اوکیتا سوجی مورد حمله قرار گرفته و توسط اوکیتا کشته شده است). گفته می‌شود تتونوئوچی در لباس سفر بوده و شمشیرش را در کیفی پنهان کرده بوده است. گفته می‌شود این اولین پاکسازی میبوروشی-گومی بوده است او در سن ۳۴ سالگی درگذشت.
نظریه‌های مختلفی در مورد علت دشمنی با کوندو وجود دارد، از جمله اینکه شخصیت خود تونوئوچی نقص داشته، یا او قربانی جاه‌طلبی کوندو بوده و توسط فرقه سریزاوا پاکسازی شده است.